# Championnat du Congo de football
Le championnat du Congo de football a été créé en 1961.

## Palmarès
- 1961 : Diables noirs de Brazzaville

Pas de championnat de 1962 à 1966
- 1967 : Étoile du Congo (Brazzaville)
- 1968 : Patronage Sainte-Anne (Brazzaville)
- 1969 : CARA Brazzaville (Brazzaville)
- 1970-1971 : Vita Club Mokanda (Pointe-Noire)
- 1972 : Non disputé
- 1973 : CARA Brazzaville (Brazzaville)
- 1974 : Non disputé
- 1975 : CARA Brazzaville (Brazzaville)
- 1976 : Diables noirs de Brazzaville
- 1977-1978 : Étoile du Congo (Brazzaville)
- 1979 : Étoile du Congo (Brazzaville)
- 1980 : Étoile du Congo (Brazzaville)
- 1981-1982 : CARA Brazzaville (Brazzaville)
- 1982-1983 : Kotoko Mfoa (Brazzaville)
- 1983 : Étoile du Congo (Brazzaville)
- 1984 : CARA Brazzaville (Brazzaville)
- 1985 : Étoile du Congo (Brazzaville)
- 1986 : Patronage Sainte-Anne (Brazzaville)
- 1987 : Étoile du Congo (Brazzaville)
- 1988 : Inter Club (Brazzaville)
- 1989 : Étoile du Congo (Brazzaville)
- 1990 : Inter Club (Brazzaville)
- 1991 : Diables noirs de Brazzaville
- 1992-1993 : Non disputé
- 1994 : Championnat abandonné
- 1995 : AS Cheminots (Pointe-Noire)
- 1996 : Munisport Pointe-Noire
- 1997 : Munisport Pointe-Noire
- 1998 : Vita Club Mokanda (Pointe-Noire)
- 1999 : Non disputé
- 2000 : Étoile du Congo (Brazzaville)
- 2001 : Étoile du Congo (Brazzaville)
- 2002 : AS Police (Brazzaville)
- 2003 : Saint-Michel de Ouenzé (Brazzaville)
- 2004 : Diables noirs de Brazzaville
- 2005 : AS Police
- 2006 : Étoile du Congo (Brazzaville)
- 2007 : Diables noirs de Brazzaville
- 2008 : CARA Brazzaville (Brazzaville)
- 2009 : Diables noirs de Brazzaville
- 2010 : Saint-Michel de Ouenzé (Brazzaville)
- 2011 : Diables noirs de Brazzaville
- 2012 : AC Léopards (Dolisie)
- 2013 : AC Léopards (Dolisie)
- 2014 : Championnat abandonné
- 2015 : Championnat abandonné
- 2016 : AC Léopards (Dolisie)
- 2017 : AC Léopards (Dolisie)
- 2018 : AS Otohô
- 2018-2019 : AS Otohô
- 2019-2020 : AS Otohô[1]
- 2021 : AS Otohô
- 2022 : AS Otohô
- 2023 : AS Otohô
- 2024 : AC Léopards
- 2025 : saison annulée

## Bilan
| Rang | Clubs                        | Titre(s) | Année(s)                                                         |
| ---- | ---------------------------- | -------- | ---------------------------------------------------------------- |
| 1    | Étoile du Congo              | 11       | 1967, 1978, 1979, 1980, 1983, 1985, 1987, 1989, 2000, 2001, 2006 |
| 2    | Diables Noirs de Brazzaville | 7        | 1961, 1976, 1991, 2004, 2007, 2009,2011                          |
| 3    | CARA Brazzaville             | 6        | 1969, 1973, 1975, 1982, 1984, 2008                               |
| 3    | AS Otohô                     | 6        | 2018, 2019, 2020, 2021, 2022, 2023                               |
| 4    | AC Léopards                  | 5        | 2012, 2013, 2016, 2017, 2024                                     |
| 6    | Vita Club Mokanda            | 2        | 1971, 1998                                                       |
| 6    | Saint-Michel de Ouenzé       | 2        | 2003, 2010                                                       |
| 6    | Munisport Pointe-Noire       | 2        | 1996, 1997                                                       |
| 6    | Inter Club                   | 2        | 1988, 1990                                                       |
| 6    | Patronage Sainte-Anne        | 2        | 1969,1986                                                        |
| 6    | AS Police Brazzaville        | 2        | 2002, 2005                                                       |
| 11   | AS Cheminots                 | 1        | 1995                                                             |
| 11   | Kotoko Mfoa                  | 1        | 1982                                                             |